# Kemenet-Ily
Pour les articles homonymes, voir Ily.
La Kemenet-Ili ou Kemenet-Ily était l'un des pagus de la Domnonée (les kemenet étaient probablement à l'origine des subdivisions des pagi [pluriel de pagus]). Le fief d'Illy ou Ily est attesté dans les archives de l'évêché de Léon comme archidiaconé, parfois même désigné comme un évêché. Son nom, en breton Kemenet Ili ou Kemenet Ily, ou encore Quéméné d'Illy (toutes les orthographes s'observent), traduit le latin « commandatio Ilis », c'est-à-dire le territoire confié par mandat à un certain seigneur Ily, inconnu par ailleurs.

## Description
L'archidiaconé de Kemenet-Ily, relevant de l'évêché de Léon, comprenait les paroisses suivantes :
- Brouennou
- Elestrec et sa chapelle Le Folgoët
- Goulven
- Guisseny et sa trève Saint-Frégant
- Kerlouan et sa trève Lerret
- Kernilis et sa trève Lanarvily
- Kernouës
- Landéda
- Lanneuffret
- Lannilis
- Lesneven et sa trève Languengar
- Ploudaniel et ses trèves Saint-Méen et Trémaouézan
- Plouédern
- Plouguerneau et sa trève Trémenec'h
- Plouider
- Plounéour-Trez et sa chapelle Brignogan
- Plounéventer et ses trèves Saint-Derrien et Saint-Servais
- Tréflez
- Trégarantec, où se trouvait le siège de l'archidiaconé :

« Arnec était fils de saint Judicaël et de la reine Morone sa femme. Il embrassa la vie religieuse sous saint Judoce, son oncle, avec lequel il vécut quelque temps sur les bords de la Canche, dans le Ponthieu. À la mort de ce saint parent, il revint dans le Léon, y bâtit sur les bords de l'Élorn une cellule et une chapelle devenue célèbre sous le nom de Land-Ernoc, nom qu'a conservé la ville actuelle de Landerneau. Plus tard saint Arnec devint évêque dans le canton d'Illy. Son évêché ne renfermait que vingt ménages. Pendant son épiscopat, il fit construire deux églises dans la paroisse de Ploudaniel et les dédia aux deux meilleurs amis qu'avait eu le roi son père, l'une à saint Méen, l'autre à saint Éloi. Près de lui vivait un saint ermite nommé Guénion, Guinien ou Vinien, qui était frère de saint Judicaël et à qui saint Arnec céda son évêché. Saint Guinien est patron de Pleudaniel. L'ancien petit royaume d'Illy était dans la paroisse de Trégarantec, dans la section Lysien, et contenait dix-sept villages. Saint Arnec est le patron de Trégarantec »